# دانغوجون
دانغوجون (الكورية: 당오전؛ هانجا: 當五錢) يشير إلى طائفة 5 مون من Sangpyeong Tongbo [خطأ: تحقق من وسيط ورمز اللغة] (常平通寶) هي عملات نقدية كورية طُرحت في فبراير 1883 عقب الإصدار الكارثي لعملة دانجبايكجون (當百錢) السابقة قبل عقدين من الزمن. كانت قيمة دانجبايكجون الاسمية (أو القيمة الظاهرية ) أعلى بخمس مرات من قيمة يوبجون العادية، لكن قوتها الشرائية كانت ضعف قيمتها الحقيقية بقليل،  ومثل سلسلة عملات سانجبيونج تونجبو النقدية ذات الفئات العالية السابقة، ثبت أن هذا كان سببًا رئيسيًا للتضخم وزعزعة الاقتصاد الكوري.
صُكّت لتغطية نفقات الدولة، وأشرف على صكّها المستشار الألماني بول جورج فون مولندورف ‏. وظلّت هذه العملات النقدية متداولة حتى يوليو/تموز ١٨٩٤.

## خلفية
عندما قُدِّمَت عملة دانجبايكجون (當百錢)، أو عملة كاش سانجبيونج تونجبو من فئة 100 مون، في عام 1866 من قبل الوصي هيونجسون دايوونجون لتمويل النفقات العسكرية للدولة لتعزيز القوة العسكرية لكوريا لتكون قادرة على المنافسة مع القوى الغربية التي كانت تشكل تهديدًا متزايدًا،   وكذلك لإعادة بناء قصر جيونج بوك . 
بعد تقديمه، بدأ المون يعاني من التضخم ، وذلك لأن القيمة الجوهرية لعملة 100 مون كانت خمسة إلى ستة أضعاف فقط مثل عملات 5 مون، مما أدى إلى ارتفاع سعر المستهلك للأرز مثلاً ستة أضعاف في غضون عامين. أدى هذا في النهاية إلى تفضيل التجار للعملات الأجنبية الفضية مثل البيزو المكسيكي، والين الياباني، والروبل الروسي، والسيسيه الصيني . ونتيجة لذلك، بدأ بعض الناس في إذابة عملات سانجبيونج تونجبو النقدية الأصغر حجمًا لصنع أموال مزيفة.  تجنب الأشخاص الذين لديهم فئة أقل من سانجبيونج تونجبو التبادل بقيمة 100 عملة نقدية، لذلك لم يعرضوا سانجبيونج تونجبو الخاصة بهم في السوق. ستقف السلسلة الجديدة في أبريل من عام 1867 بعد إنتاجها لمدة 172 يومًا فقط.  وعلى الرغم من توقف إنتاجها، استمرت حكومة جوسون في توزيعها في السوق الكورية حتى أقنع تشوي إيك هيون ‏ الحكومة بأن هذه العملات المعدنية كان لها تأثير سلبي على كل طبقة من طبقات المجتمع الكوري. 
حدث تقديم عملة 100 مون بالتزامن مع عملة 100 مون Tenpō Tsūhō التي أصدرها شوغون توكوغاوا في عام 1835 (ردًا على عجز الحكومة)،  وعملة 100 وين التي أصدرتها أسرة تشينغ في عام 1853 (ردًا على تمرد تايبينغ )،  وعملات ريوكيوان النقدية 100 مون   ونصف شو ،    والعملات النقدية الكبيرة Tự Đức Bảo Sao في فيتنام .    تسببت كل هذه العملات النقدية الكبيرة أيضًا في التضخم على مستويات مماثلة.
بعد حظر تداول عملات دانجبايكجون النقدية، بدأت الحكومة في تلقي خسائر فادحة.  ومن ثم، لتأمين مصدر آخر للإيرادات وتغطية خسائرها، شرعت حكومة جوسون استخدام أموال تشينغ الصينية في كوريا في يونيو 1867.  في السنة الحادية عشرة من حكم الملك جوجونغ (1874)، في يناير من ذلك العام حظرت جوسون تداول العملات النقدية الصينية داخل حدودها، لأن الأموال الصينية سرّعت من ارتفاع الأسعار. 

## تاريخ
بعد إلغاء دانجبايكجون ، قدمت الحكومة الكورية دانغوجون (當五錢، 당오전) في عام 1883،  ومثل دانجبايكجون السابقة، تسببت هذه الفئة أيضًا في انخفاض حاد في قيمة العملات المعدنية مما جلب الكثير من الاضطرابات للاقتصاد الكوري.  كانت عملات دانغوجون النقدية أكبر قليلاً من عملات سانجبيونج تونجبو النقدية "ذات القيمة الثانية". 
لم تكن الآثار التي أحدثها دانغوجون سيئة مثل تلك التي سببتها المبالغة الفادحة في تقدير عملات دانبايكجون النقدية، ولكن الآثار لم تكن مفيدة على الرغم من ذلك لكل من الاقتصاد الكوري والنظام النقدي الكوري.  كانت كل من دانبايكجون وعملات دانغوجون النقدية أعراضًا للاضطرابات الكبيرة التي حدثت داخل العائلة المالكة ومستشاريها في عهد الملك جوجونج .  ومنذ هذه النقطة فصاعدًا، بدأت العملة اليابانية في إغراق السوق الكورية وبدأ المون الكوري يفقد قوته. 
كانت الحكومة الكورية تعاني من ضغوط مالية شديدة بسبب الصعوبات المالية المزمنة، والنفقات المالية الجديدة مثل تكاليف إرسال البعثات الخارجية، وتكاليف فتح مدن الموانئ مثل بوسان ، وونسان ، وإنتشون ، وإنشاء مرافق عسكرية جديدة منذ افتتاح كوريا في عام 1876. وللتغلب على هذه الصعوبات المالية، قامت الحكومة الكورية بتصنيع عملة داي دونغ الفضية مؤقتًا في عام 1882. ومع ذلك، كانت هناك حاجة إلى إصلاحات نقدية أكثر صرامة لتعويض النفقات المتزايدة منذ انفتاح كوريا على التجارة الخارجية.  
كانت عملة دانغوجون الجديدة، التي تم تداولها لأول مرة من قبل الحكومة الكورية بين عامي 1883 و1884، مسؤولة جزئيًا عن الزيادة الكبيرة في التضخم حيث كانت قيمتها الاسمية 5 أضعاف قيمة يوبجون المتوسطة، بينما في الواقع كانت قوتها الشرائية الحقيقية ضعف ذلك فقط بسبب حقيقة أن السوق تقبل العملة بناءً على قيمتها الجوهرية وليس قيمتها الاسمية.     في الفترة من يناير من عام 1886 حتى يناير من عام 1888، سترتفع أسعار جميع السلع في كوريا بشكل هائل. تم بيع القماش القطني المستورد بسعر 11 مون للقطعة الواحدة، وكان هذا السعر ضعف سعره تقريبًا في أكتوبر من عام 1884.  كما ارتفع سعر القماش القطني المنتج محليًا خلال نفس الفترة الزمنية من 2 مون إلى 7.8 مون، وارتفع سعر القماش الحريري من 5 مون إلى 10.7 مون، بين أكتوبر من عام 1884 ويناير من عام 1886.  وحدث اتجاه تضخمي مماثل مع سعر الأرز، حيث لوحظ أن الأرز كان يباع في نطاق 9 مون و23.7 مون بين يناير من عام 1886 ويناير من عام 1888.  تسبب هذا الإصلاح النقدي غير الفعال الذي تمثل في إدخال الدانغوجون في حدوث تضخم حاد في أسعار السلع الأساسية في جميع أنحاء كوريا. 
كان أحد مطالب جيوش الفلاحين في ثورة الفلاحين في دونغهاك هو حظر دانغوجون بسبب آثاره التضخمية التي أثرت بشدة على سكان الفلاحين في كوريا. 

### عملات دانغوجون النقديةالمصبوبة آليًا
خلال تسعينيات القرن التاسع عشر، قامت دار سك العملة المركزية (典圜局, 전원국) بإصدار عملة نقدية نحاسية من نوع سانجبيونج تونجبو ، ضُرِبَت آليًا، بفتحة مركزية مستديرة.  
قُطِعَت ثلاث مجموعات مختلفة على الأقل من القوالب لعملات سانغبيونغ تونغبو النقدية من فئة ٥ مون، والمسبوكة آليًا. تشبه هذه التصاميم إصدارات يوبجيون المصبوبة من فئة ٥ مون الصادرة عام ١٨٨٣. يُعرف أن واحدة فقط من هذه المجموعات الثلاث قد نُقشت بالفعل. في عام ١٨٩١، ابتكر ماسودا، كبير النقاشين في دار سك العملة في أوساكا باليابان، هذا التصميم. لم يُتداول سوى تصميم واحد من هذه التصاميم الثلاثة (على نطاق محدود جدًا). 
نظرًا لأن آلات دار سك العملة لم تكن مناسبة لعمل ثقوب مركزية في العملات المعدنية، فقد تُخُلِّيَ عن التصميمات القديمة في النهاية. 

### إلغاء
بعد أن أنشأ الملك جوجونج دار سك العملة جونوانجوك في عام 1883 في إنتشون من أجل اعتماد عملة أقرب إلى المعايير الدولية مما أدى إلى التخلص التدريجي من عملات سانجبيونج تونجبو النحاسية لصالح اليانج الفضي بعد اعتماد معيار الفضة .   

### تصميم
كان تصميم دانغوجون يحمل نفس النقش الموجود على الوجه مثل عملات سانجبيونج تونجبو النقدية الأخرى (常平通寶)، لكنه احتوى على أحرف هانجا "當" (당، dang ) على الجانب الأيمن من ظهرها، والحرف "五" (오، o ) على يسارها.  ونظرًا لأنها سُكَّت من قبل دور سك مختلفة، فإنه يحتوي على علامات سك مختلفة فوق الفتحة المركزية المربعة على ظهره، و"مُسمى الفرن" أو "رقم السلسلة" أسفل الفتحة.